# أنطون ماريا شوارتز
أنطون ماريا شوارتز (بالألمانية: Anton Maria Schwartz) هو كاهن كاثوليكي نمساوي، ولد في 28 فبراير 1852 في بادن في النمسا، وتوفي في 15 سبتمبر 1929 في فيينا في النمسا.